# آلاء الشماحي
آلاء الشماحي هي مستكشفة وعالمة أنثروبولوجيا وأحياء تطورية وكوميدية متخصصة في دراسة إنسان النياندرتال.  وهي أيضًا مذيعة ومنتجة لبرنامج إنسان نياندرتال على قناة BBC2: Meet Your Ancestors. وعضو في مجلس أمناء الجمعية الدولية لدراسة شبه الجزيرة العربية.

## النشأة وأعمالها
نشأت الشماحي في برمنغهام، المملكة المتحدة، وتنحدر من أصول يمنية وسورية.  وهي حاصلة على شهادة من جامعة إمبريال كوليدج بلندن وتحصل حاليًا على درجة الدكتوراه في جامعة كوليدج لندن في قسم الأنثروبولوجيا.  وهي عضو في مجلس أمناء الجمعية الدولية لدراسة شبه الجزيرة العربية التي تروج للبحوث المتعلقة بالتراث الثقافي والطبيعي لشبه الجزيرة العربية.

## الرحلات الاستكشافية
الشماحي متخصصة في العثور على الحفريات في كهوف العصر الحجري القديم في مناطق غير مستقرة، مثل سوريا والعراق وناغورنو كاراباخ واليمن .   في حديثها على TED، تكلمت الشماحي عن رحلتها الاستكشافية إلى جزيرة سقطرى اليمنية.  تم تمويل الرحلة الاستكشافية من قبل مؤسسة MBI Al Jaber كجزء من دعمهم المستمر لتراث اليمن.  مُنعت من السفر إلى البر الرئيسي لليمن، حيث كانت منطقة حظر طيران، لكنها وجدت أن الجزيرة آمنة نسبيًا. ومع ذلك، كان عليها أن تجد طريقة للوصول إلى الجزيرة.  في أوائل عام 2018، انطلق فريقها على متن سفينة شحن أسمنت عبر المحيط الهندي ، حيث كانوا معرضين لخطر الوقوع في يد قراصنة صوماليين، ووصلوا إلى سقطرى بعد ثلاثة أيام.   إلى جانب الشماحي، ضم الفريق ريس ثويتس جونز ومارتن إيدستروم وليون مكارون. 

## الأعلام
الشماحي منتجة ومقدمة في برنامج (بي بي سي تو) Neanderthals: Meet Your Ancestors، الذي تعمل فيه مع الممثل آندي سركيس.  وهي أيضًا كوميديا ارتجالية وقدمت ثلاثة عروض في مهرجان إدنبرة فرينج.   في عام 2020 ، قدمت فيلم Jungle Mystery للقناة الرابعة : ممالك الأمازون المفقودة .

## الحياة الشخصية
تزوجت الشماحي وعمرها 21 سنة وعاشت في سري. استمر زواجها خمس سنوات. 

## روابط خارجية
- Ella Al-Shamahi على تويتر.
- TED Talk: الأماكن الرائعة (والخطيرة) التي لا يستكشفها العلماء